# Болгария на летней Универсиаде 2013
Болгария на летней Универсиаде 2013 года была представлена 24 спортсменами в 9 видах спорта. Были завоёваны 1 серебряная медаль и 3 бронзовых. Страна заняла 46-е место в общекомандном зачёте.

## Призёры
| Медаль  | Спортсмен      | Вид спорта                | Дисциплина        | Дата    |
| ------- | -------------- | ------------------------- | ----------------- | ------- |
| Серебро | Тереза Джурова | Самбо                     | Женщины, до 80 кг | 15 июля |
| Бронза  | Мартин Иванов  | Самбо                     | Мужчины, до 68 кг | 14 июля |
| Бронза  | Гергана Вацова | Самбо                     | Женщины, до 56 кг | 16 июля |
| Бронза  | Силвия Митова  | Художественная гимнастика | Женщины, лента    | 16 июля |

## Результаты

### Бокс
Мужчины
| Соревнование | Спортсмены         | 1/32 финала                   | 1/16 финала               | Четвертьфинал                    | Полуфинал            | Финал                | Место |
| Соревнование | Спортсмены         | Соперник Результат            | Соперник Результат        | Соперник Результат               | Соперник Результат   | Соперник Результат   | Место |
| ------------ | ------------------ | ----------------------------- | ------------------------- | -------------------------------- | -------------------- | -------------------- | ----- |
| до 56 кг     | Стефан Иванов      |                               | Не участвовал             | Идерхуу Энхжаргал (MGL) Пор. 0:3 | Завершил выступление | Завершил выступление | 5     |
| до 69 кг     | Симеон Чамов       | Василий Белоус (MDA) Пор. 0:3 | Завершил выступление      | Завершил выступление             | Завершил выступление | Завершил выступление | 17    |
| до 81 кг     | Радослав Панталеев | Не участвовал                 | Ким Хён Кю (KOR) Пор. 0:3 | Завершил выступление             | Завершил выступление | Завершил выступление | 9     |

### Дзюдо

##### Мужчины
| Категория | Спортсмен      | Турнир       | Первый раунд       | Второй раунд                     | Третий раунд                                | Четвертьфинал                      | Полуфинал            | Финал                | Итоговое место |
| Категория | Спортсмен      | Турнир       | Соперник Результат | Соперник Результат               | Соперник Результат                          | Соперник Результат                 | Соперник Результат   | Соперник Результат   | Итоговое место |
| --------- | -------------- | ------------ | ------------------ | -------------------------------- | ------------------------------------------- | ---------------------------------- | -------------------- | -------------------- | -------------- |
| до 60 кг  | Янислав Герчев | За 1-е место |                    | Тибор Майер (HUN) Поб. 101:000   | Абдель-рауф Резк (EGY) Поб. 1012:0012       | Арсен Галстян (RUS) Пор. 0003:1001 | Завершил выступление | Завершил выступление | 7              |
| до 60 кг  | Янислав Герчев | За 3-е место | Не участвовал      | Ариф Багиров (BLR) Поб. 102:0002 | Павел Петриков (англ.) (CZE) Пор. 0003:0001 | Завершил выступление               | Завершил выступление |                      | 7              |

### Настольный теннис

#### Мужчины
| Соревнование     | Спортсмены                                      | Предварительный этап                                                                                               | Предварительный этап                                         | Предварительный этап | Плей-офф                                                                     | Плей-офф                                                               | Плей-офф | Плей-офф              | Плей-офф              | Плей-офф              | Итоговое место |
| Соревнование     | Спортсмены                                      | Предварительный этап                                                                                               | Предварительный этап                                         | Предварительный этап | Первый раунд                                                                 | Второй раунд                                                           | Третий раунд                                                                                                  | Четвертьфинал         | Полуфинал             | Финал                 | Итоговое место |
| Соревнование     | Спортсмены                                      | Соперник Результат                                                                                                 | Соперник Результат                                           | Соперник Результат | Соперник Результат                                                           | Соперник Результат                                                     | Соперник Результат                                                                                            | Соперник Результат    | Соперник Результат    | Соперник Результат    | Итоговое место |
| ---------------- | ----------------------------------------------- | --- | ------------------------------------------------------------ | --- | ---------------------------------------------------------------------------- | ---------------------------------------------------------------------- | --- | --------------------- | --------------------- | --------------------- | -------------- |
| Одиночный разряд | Петко Габровски                                 | Нгуен Нгок Ту (VIE) Поб. 3:1 (12:10, 11:7, 7:11, 11:8)                                                             | Леонид Маслов (LAT) Поб. 3:1 (11:7, 8:11, 11:0, 11:8)        | Тологон Чотоев (KGZ) Поб. 3:0 (11:3, 11:7, 11:6) | Эндика Диес Алардо (ESP) Поб. 4:3 (8:11, 11:8, 11:6, 3:11, 11:6, 5:11, 11:8) | Александр Шибаев (RUS) Пор. 0:4 (7:11, 4:11, 3:11, 6:11)               | Завершил выступление                                                                                          | Завершил выступление  | Завершил выступление  | Завершил выступление  | 17             |
| Одиночный разряд | Станислав Голованов                             | Аль-Брашиди Аль-Халил (OMA) Поб. 3:0 (11:2, 11:3, 11:1)                                                            | Чен Тиньнгай (MAC) Поб. 3:0 (11:8, 11:6, 11:6)               | | Джонатон Шуберт (AUS) Поб. 4:0 (11:6, 11:8, 11:7, 11:3)                      | Шан Кунь (CHN) Пор. 0:4 (8:11, 9:11, 7:11, 9:11)                       | Завершил выступление                                                                                          | Завершил выступление  | Завершил выступление  | Завершил выступление  | 17             |
| Одиночный разряд | Петр Крстев                                     | Ким Сонсоо (KOR) Поб. 3:1 (11:7, 11:9, 7:11, 11:4)                                                                 | Карлос Франко Медина (ESP) Поб. 3:1 (11:8, 8:11, 11:7, 11:5) | Раманата Викраманаяке (SRI) Поб. 3:0 (13:11, 11:6, 11:7) | Мохамед Эльсобки (EGY) Поб. 4:2 (12:10, 7:11, 11:8, 6:11, 11:8, 12:10)       | Коки Нива (JPN) Пор. 2:4 (6:11, 7:11, 11:7, 12:10, 3:11, 13:15)        | Завершил выступление                                                                                          | Завершил выступление  | Завершил выступление  | Завершил выступление  | 17             |
| Парный разряд    | Станислав Голованов Петр Крстев                 | |                                                              | | Не участвовали                                                               | Марсело Фернандес / Андрес Карлиер (CHI) Поб. 3:0 (12:10, 12:10, 11:9) | Михаил Пайков / Вячеслав Буров (RUS) Пор. 1:3 (11:8, 8:11, 10:12, 14:16)                                      | Завершили выступление | Завершили выступление | Завершили выступление | 9              |
| Командный разряд | Петко Габровски Станислав Голованов Петр Крстев | Олег Картузов / Леонид Маслов / Марис Фрейбергс / Янис Цирулис / Гинтс Эйхманс (LAT) Поб. 3:1 (3:1, 3:0, 2:3, 3:0) | Шоди Дамири / Афзалхон Манулов / Ином Саидов (TJK) Поб. WO:— | Саид Али Абдулла Альбалуши / Юсуф Ахмад Аббас Ахмад / Мохд Хассан Хамад Мохаммад Абдулла / Мохаммед Махмуд Али Хамад Халленжави (UAE) Поб. 3:0 (3:2, 3:0, 3:0) |                                                                              |                                                                        | Гильермо Мартинес Ботелья / Хуан Морего Вальс-Йов / Карлос Франко Медина / Эндика Диес Алардо (ESP) Пор. —:WO | Завершили выступление | Завершили выступление | Завершили выступление | 9              |

### Плавание

#### Мужчины

##### Бассейн
| Личные соревнования | Спортсмен    | Предварительные заплывы | Предварительные заплывы | Полуфиналы           | Полуфиналы           | Финал                | Финал                |
| Личные соревнования | Спортсмен    | Результат               | Место                   | Результат            | Место                | Результат            | Место                |
| ------------------- | ------------ | ----------------------- | ----------------------- | -------------------- | -------------------- | -------------------- | -------------------- |
| 50 м вольный стиль  | Мартин Желев | 24.61                   | 50                      | Завершил выступление | Завершил выступление | Завершил выступление | Завершил выступление |
| 100 м вольный стиль | Мартин Желев | 52.54                   | 47                      | Завершил выступление | Завершил выступление | Завершил выступление | Завершил выступление |
| 200 м вольный стиль | Мартин Желев | 1:55.55                 | 37                      | Завершил выступление | Завершил выступление | Завершил выступление | Завершил выступление |
| 50 м на спине       | Мартин Желев | 26.52                   | 28                      | Завершил выступление | Завершил выступление | Завершил выступление | Завершил выступление |
| 100 м на спине      | Мартин Желев | 57.26                   | 29                      | Завершил выступление | Завершил выступление | Завершил выступление | Завершил выступление |
| 200 м на спине      | Мартин Желев | 2:04.67                 | 22                      | Завершил выступление | Завершил выступление | Завершил выступление | Завершил выступление |
| 50 м баттерфляй     | Цанко Цанков | 26.41                   | 51                      | Завершил выступление | Завершил выступление | Завершил выступление | Завершил выступление |
| 100 м баттерфляй    | Цанко Цанков | 57.22                   | 46                      | Завершил выступление | Завершил выступление | Завершил выступление | Завершил выступление |
| 200 м баттерфляй    | Цанко Цанков | 2:07.39                 | 30                      | Завершил выступление | Завершил выступление | Завершил выступление | Завершил выступление |
| 400 м комплекс      | Цанко Цанков | 4:41.60                 | 29                      | Завершил выступление | Завершил выступление | Завершил выступление | Завершил выступление |

### Самбо

##### Мужчины
| Категория | Спортсмен      | Турнир       | Квалификация                           | 1/16 финала                        | Четвертьфинал                     | Полуфинал                         | Финал                | Итоговое место       |
| Категория | Спортсмен      | Турнир       | Соперник Результат                     | Соперник Результат                 | Соперник Результат                | Соперник Результат                | Соперник Результат   | Итоговое место       |
| --------- | -------------- | ------------ | -------------------------------------- | ---------------------------------- | --------------------------------- | --------------------------------- | -------------------- | -------------------- |
| до 62 кг  | Борислав Цеков | За 1-е место | Не участвовал                          | Артём Наку (MDA) Пор. 0:2          | Завершил выступление              | Завершил выступление              | Завершил выступление | Завершил выступление |
| до 68 кг  | Мартин Иванов  | За 1-е место | Не участвовал                          | Витаутас Скилинскас (LTU) Поб. 1:0 | Александр Кокша (BLR) Пор. 0:1    | Завершил выступление              | Завершил выступление |                      |
| до 68 кг  | Мартин Иванов  | За 3-е место |                                        |                                    | Сарбон Ерназаров (UZB) Поб. 1:1   | Кирилл Мельниченко (UKR) Поб. 3:1 |                      |                      |
| до 74 кг  | Стилян Иванов  | За 1-е место | Ибрахим Махамаду Кейта (NIG) Поб. 14:0 | Георгий Шошиашвили (GEO) Пор. 1:3  | Завершил выступление              | Завершил выступление              | Завершил выступление | Завершил выступление |
| до 100 кг | Генко Иванов   | За 1-е место |                                        | Паоло Саццоне (ITA) Поб. 14:0      | Григорий Минашкин (EST) Пор. 1:10 | Завершил выступление              | Завершил выступление | Завершил выступление |

##### Женщины
| Категория   | Спортсмен         | Турнир       | 1/16 финала                           | Четвертьфинал                        | Полуфинал                        | Финал                      | Итоговое место        |
| Категория   | Спортсмен         | Турнир       | Соперник Результат                    | Соперник Результат                   | Соперник Результат               | Соперник Результат         | Итоговое место        |
| ----------- | ----------------- | ------------ | ------------------------------------- | ------------------------------------ | -------------------------------- | -------------------------- | --------------------- |
| до 52 кг    | Александра Накова | За 1-е место | Гульбадам Бабамуратова (TKM) Пор. 0:4 | Завершила выступление                | Завершила выступление            | Завершила выступление      | Завершила выступление |
| до 56 кг    | Гергана Вацова    | За 1-е место | Маликабону Мирзаева (UZB) Поб. 3:0    | Мария Остапюк (UKR) Поб. 5:1         | Лаур Форние (FRA) Пор. 1:4       | Завершила выступление      |                       |
| до 56 кг    | Гергана Вацова    | За 3-е место |                                       | Не участвовала                       | Севара Нишанбаева (KAZ) Поб. 4:2 |                            |                       |
| до 80 кг    | Тереза Джурова    | За 1-е место | Динара Калибек Кызы (KGZ) Поб. 13:0   | Панагиота Лимперопулу (GRE) Поб. 6:0 | Ирина Алексеева (RUS) Поб. 4:2   | Сори Хамада (JPN) Пор. 1:1 |                       |
| свыше 80 кг | Сиана Христова    | За 1-е место | Бермет Дулатова (KGZ) Поб. 4:0        | Екатерина Калюжная (BLR) Пор. 0:9    | Завершила выступление            | Завершила выступление      | Завершила выступление |

### Синхронное плавание
Женщины
| Соревнование | Спортсменки                           | Предварительный раунд (Техническая программа) | Предварительный раунд (Техническая программа) | Финал (Произвольная программа) | Финал (Произвольная программа) | Финал (Произвольная программа) | Финал (Произвольная программа) |
| Соревнование | Спортсменки                           | Очков                                         | Место                                         | Очков                          | Место                          | Всего очков                    | Место                          |
| ------------ | ------------------------------------- | --------------------------------------------- | --------------------------------------------- | ------------------------------ | ------------------------------ | ------------------------------ | ------------------------------ |
| Соло         | Христина Дамянова                     | 74,600                                        | 8                                             | 73,060                         | 8                              | 147,660                        | 8                              |
| Дуэты        | Христина Дамянова Екатерина Неделчева | 69,300                                        | 9                                             | 69,870                         | 9                              | 139,170                        | 9                              |

### Спортивная борьба

#### Вольная борьба

##### Мужчины
| Категория | Спортсмен     | Турнир       | 1/32 финала        | 1/16 финала                | Четвертьфинал                   | Полуфинал                      | Финал                | Итоговое место |
| Категория | Спортсмен     | Турнир       | Соперник Результат | Соперник Результат         | Соперник Результат              | Соперник Результат             | Соперник Результат   | Итоговое место |
| --------- | ------------- | ------------ | ------------------ | -------------------------- | ------------------------------- | ------------------------------ | -------------------- | -------------- |
| до 60 кг  | Стефан Иванов | За 1-е место | Не участвовал      | Жолт Катона (ROU) Поб. 4:0 | Асадулла Лачинов (BLR) Поб. 3:1 | Бехнан Эхсанпур (IRI) Пор. 1:4 | Завершил выступление | 5              |
| до 60 кг  | Стефан Иванов | За 3-е место |                    |                            |                                 | Гаджи Алиев (AZE) Пор. 0:4     |                      | 5              |

##### Женщины
| Категория | Спортсмен      | Турнир       | 1/16 финала                            | Четвертьфинал         | Полуфинал             | Финал                 | Итоговое место |
| Категория | Спортсмен      | Турнир       | Соперник Результат                     | Соперник Результат    | Соперник Результат    | Соперник Результат    | Итоговое место |
| --------- | -------------- | ------------ | -------------------------------------- | --------------------- | --------------------- | --------------------- | -------------- |
| до 48 кг  | Пепа Димитрова | За 1-е место | Наташа Ирен Вера Крамбл (CAN) Пор. 0:5 | Завершила выступление | Завершила выступление | Завершила выступление | 11             |

#### Греко-римская борьба
| Категория | Спортсмен      | Турнир       | 1/32 финала                      | 1/16 финала          | Четвертьфинал        | Полуфинал            | Финал              | Итоговое место |
| Категория | Спортсмен      | Турнир       | Соперник Результат               | Соперник Результат   | Соперник Результат   | Соперник Результат   | Соперник Результат | Итоговое место |
| --------- | -------------- | ------------ | -------------------------------- | -------------------- | -------------------- | -------------------- | ------------------ | -------------- |
| до 66 кг  | Милен Димитров | За 1-е место | Хидеюки Отоицзуми (JPN) Пор. 0:4 | Завершил выступление | Завершил выступление | Завершил выступление | 21                 |                |

### Тяжёлая атлетика

#### Женщины
| Категория | Спортсмен    | Вес (кг) | Рывок | Рывок | Рывок | Толчок | Толчок | Толчок | Всего | Место |
| Категория | Спортсмен    | Вес (кг) | 1     | 2     | 3     | 1      | 2      | 3      | Всего | Место |
| --------- | ------------ | -------- | ----- | ----- | ----- | ------ | ------ | ------ | ----- | ----- |
| до 63 кг  | Милка Манева | 62,57    | 85    | 85    | 91    | 105    | 111    | 111    | 196   | 8     |

### Художественная гимнастика
Женщины
| Вид                       | Спортсменки           | Квалификация | Квалификация | Финал                           | Итоговое место                  |
| Вид                       | Спортсменки           | Баллы        | Место        | Баллы                           | Итоговое место                  |
| ------------------------- | --------------------- | ------------ | ------------ | ------------------------------- | ------------------------------- |
| Индивидуальное многоборье | Силвия Митова (англ.) |              |              | 66,199                          | 11                              |
| Обруч                     | Силвия Митова         | 17,400       | 7щ           | 17,200                          | 7                               |
| Мяч                       | Силвия Митова         | 14,800       | 19           | Завершила выступление           | Завершила выступление           |
| Булавы                    | Силвия Митова         | 16,733       | 9            | Запасная, в финале не выступала | Запасная, в финале не выступала |
| Лента                     | Силвия Митова         | 17,266       | 7            | 17,866                          |                                 |